# Liste des châteaux des Ardennes
Cet article recense de manière non exhaustive les châteaux (de défense ou d'agrément), maisons fortes, mottes castrales, situés dans le département français des Ardennes. Il est fait état des inscriptions et classements au titre des monuments historiques.

## Liste
| Icône            | Signification    | Abréviations             | Abréviations                  | Abréviations             | Abréviations           |
| ---------------- | ---------------- | ------------------------ | ----------------------------- | ------------------------ | ---------------------- |
| Château fort     | Château fort     | = Bastide                | = Ferme fortifiée             | = Maison forte           | = (Néo-)Palladianisme  |
| Renaissance      | Renaissance      | = Château gascon         | = Folie (montpelliéraine)     | = Manoir, Gentilhommière | = Résidence épiscopale |
| Domaine viticole | Domaine viticole | = Classicisme, classique | = Forteresse, fort(ification) | = Maison (noble)         | = Style Beaux-Arts     |
| Palais           | Palais           | = Commanderie            | = Gothique (flamboyant)       | = Néo-baroque            | = Style Second Empire  |
| Ruine ou disparu | Ruine, disparu   | = Château pinardier      | = Hôtel particulier           | = Néo-classique          | = Style italianisant   |
|                  |                  | = Demeure seigneuriale   | ... = Style Louis XII...XVI   | = Néo-gothique           | = Style troubadour     |
|                  |                  | = Éclectisme             | = Logis (seigneurial)         | = Néo-Renaissance        | = Villa (de Nice)      |
| Baroque, rococo  | Baroque, rococo  | = Édifice religieux      | = Motte castrale/féodale      | = Pavillon de chasse     | = Styles du XXe siècle |

| Type                            | Château                                 | Commune                                      | Protection                                                  | Notes                                                     | Coordonnées                 | Illustration |
| ------------------------------- | --------------------------------------- | -------------------------------------------- | ----------------------------------------------------------- | --------------------------------------------------------- | --------------------------- | ------------ |
| Style Louis XIV · Néo-classique | Château de Bazeilles (Château d'Orival) | Bazeilles                                    | Classé MH (1943) · Notice no PA00078340                     | XVIIIe siècle                                             | 49° 40′ 25″ N, 4° 58′ 53″ E |              |
|                                 | Château de Bellevue                     | Frénois (quartier de Sedan)                  |                                                             | XIXe siècle                                               | 49° 41′ 49″ N, 4° 54′ 10″ E |              |
| Maison forte                    | Château-ferme de Brieulles-sur-Bar      | Brieulles-sur-Bar                            | Inscrit MH (1945) · Notice no PA00078352                    |                                                           | 49° 28′ 35″ N, 4° 51′ 13″ E |              |
| Ruine ou disparu                | Château de la Cassine                   | Vendresse                                    |                                                             | XVIe siècle                                               | 49° 34′ 54″ N, 4° 48′ 57″ E |              |
| Forteresse, fort(ification)     | Fort de Charlemont                      | Givet                                        |                                                             | 1555                                                      | 50° 08′ 06″ N, 4° 48′ 30″ E |              |
|                                 | Château de Châtel                       | Chatel-Chéhéry                               |                                                             | XVIIe siècle                                              | 49° 17′ 10″ N, 4° 57′ 22″ E |              |
| Palais                          | Château des comtes de Bryas             | Fumay                                        | Inscrit MH (1972) · Notice no PA00078440                    | XVIIe siècle                                              | 49° 59′ 37″ N, 4° 42′ 14″ E |              |
| Renaissance                     | Château de Cornay                       | Cornay                                       | Inscrit MH (1990) · Notice no PA00078551                    | XVIe siècle                                               | 49° 18′ 10″ N, 4° 56′ 56″ E |              |
| Maison forte                    | Château de la Cour des Prés             | Rumigny                                      |                                                             | XVIe siècle                                               | 49° 48′ 28″ N, 4° 16′ 13″ E |              |
| Maison forte · Renaissance      | Château de Doumely                      | Doumely-Bégny                                | Classé MH (1984) · Inscrit MH (1984) · Notice no PA00078430 | XVe et XIXe siècles                                       | 49° 37′ 48″ N, 4° 18′ 20″ E |              |
| Château fort                    | Château de L'Échelle                    | L'Échelle                                    |                                                             |                                                           |                             |              |
| Château fort                    | Château-ferme de Foisches               | Foisches                                     |                                                             |                                                           |                             |              |
|                                 | Château de Grandpré                     | Grandpré                                     |                                                             |                                                           |                             |              |
|                                 | Château de Gruyères                     | Gruyères                                     |                                                             |                                                           |                             |              |
| Renaissance                     | Château d'Hardoncelle                   | Remilly-les-Pothées (hameau d'Hardoncelle)   |                                                             |                                                           |                             |              |
| Château fort                    | Château d'Harzillemont                  | Hagnicourt                                   |                                                             |                                                           |                             |              |
| Château fort · Ruine ou disparu | Château d'Hierges                       | Hierges                                      |                                                             |                                                           |                             |              |
| Renaissance                     | Château de Lamecourt                    | Rubécourt-et-Lamécourt (hameau de Lamécourt) |                                                             |                                                           |                             |              |
| Renaissance                     | Château de Landreville                  | Bayonville                                   |                                                             |                                                           |                             |              |
| Ruine ou disparu                | Château de Linchamps                    | Thilay (hameau de Nohan)                     |                                                             |                                                           |                             |              |
| Renaissance                     | Château de Mesmont                      | Mesmont                                      |                                                             |                                                           |                             |              |
| Ruine ou disparu                | Château de Montcornet                   | Montcornet                                   |                                                             |                                                           |                             |              |
|                                 | Château de Montvillers                  | Bazeilles                                    |                                                             |                                                           |                             |              |
|                                 | Maison forte de la Raminoise            | Maisoncelle-et-Villers                       |                                                             |                                                           |                             |              |
| Ruine ou disparu                | Château-Regnault                        | Bogny-sur-Meuse                              |                                                             | Les ruines sont au-dessus du village de Château-Regnault. |                             |              |
|                                 | Château de Remilly-les-Pothées          | Remilly-les-Pothées                          |                                                             |                                                           |                             |              |
|                                 | Château de Rocan                        | Chéhéry                                      |                                                             |                                                           |                             |              |
| Renaissance                     | Château de Romance                      | Mesmont                                      |                                                             |                                                           |                             |              |
| Château fort                    | Château de Sedan                        | Sedan                                        |                                                             |                                                           |                             |              |
| Renaissance                     | Château-bas de Sedan                    | Sedan                                        |                                                             |                                                           |                             |              |
| Renaissance                     | Château de Thugny-Trugny                | Thugny-Trugny                                |                                                             |                                                           |                             |              |
|                                 | Château de Turenne                      | Bazeilles                                    |                                                             |                                                           |                             |              |
| Château fort                    | Château de Villers                      | Maisoncelle-et-Villers                       |                                                             |                                                           |                             |              |